# N!xau
N!xau, eg. Gcao Coma, född cirka 1944 i Tsumkwe, Namibia, död 5 juli 2003 i Tsumkwe, Namibia (av tuberkulos), var en namibisk skådespelare och bushman.

## Filmografi, i urval
- 1980 - Gudarna måste vara tokiga - Xixo
- 1989 - Gudarna måste vara tokiga II - Xixo
- 1991 - Gudarna måste vara tokiga III - bushmannen
- 1993 - Gudarna måste vara tokiga 4 - sig själv
- 1994 - Gudarna måste vara tokiga 5 - sig själv